# Crespell (Menorca)
|  | Aquest article tracta sobre el dolç de Menorca. Vegeu-ne altres significats a «Crespell». |

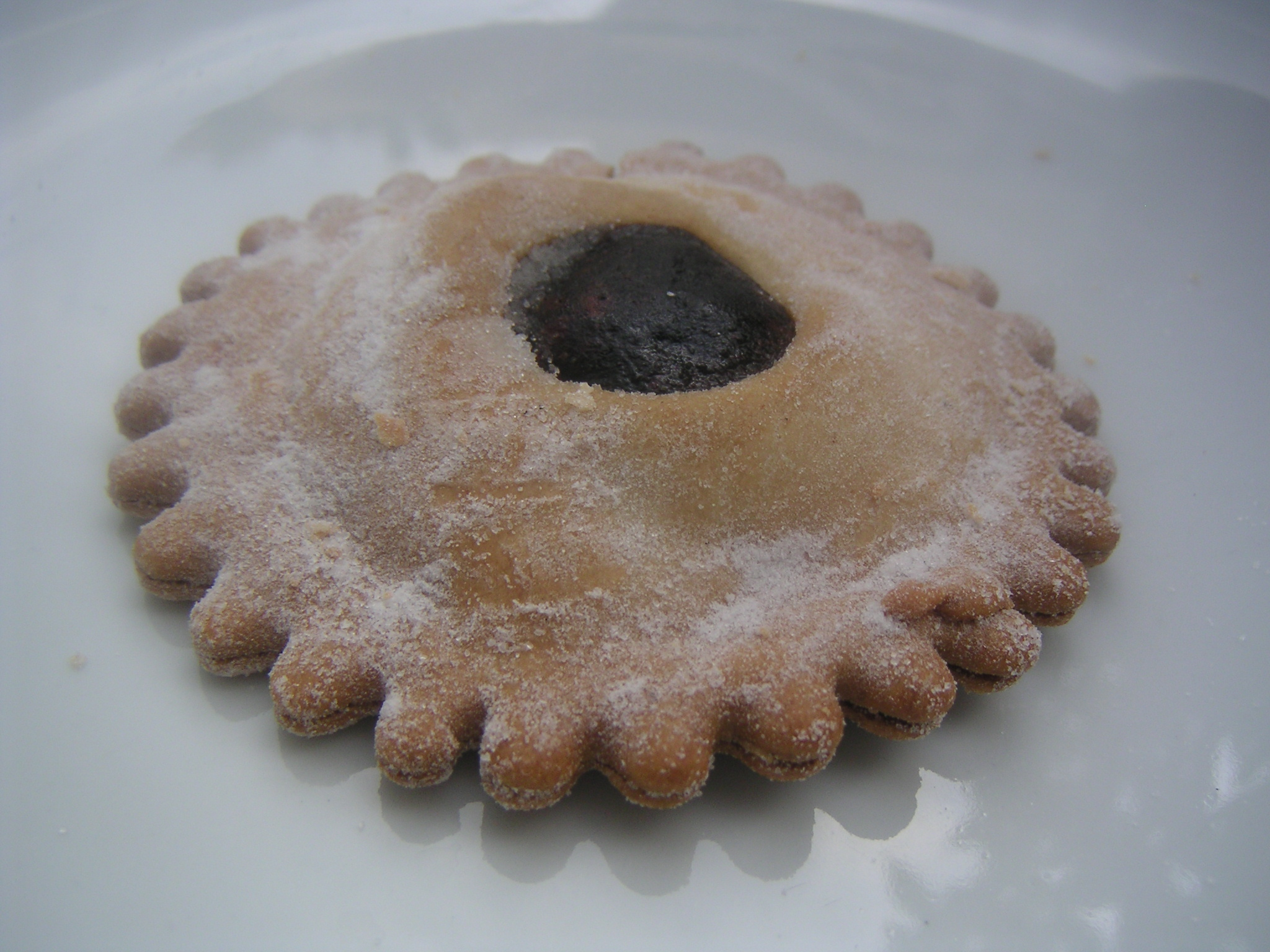
Crespell de Menorca. Aquest té el voltant amb «pètals» bastant més petits que els més tradicionals.

A Menorca, els crespells són uns pastissets o galetes amb forma de flor d'uns dotze pètals. Consta de dues parts de pasta, la superior de les quals té un forat rodó al mig, pel qual es veu el farciment. Entre les dues parts de sol posar confitura o figada, però de vegades poden tenir suquet (clara d'ou amb sucre) o brossat ensucrat i aromatitzar amb pela de llimona. Se solen cobrir de sucre en pols.